# Cerro Jaruma (berg i Bolivia)
Cerro Jaruma är ett berg i Bolivia.   Det ligger i departementet Potosí, i den sydvästra delen av landet, 400 km väster om huvudstaden Sucre. Toppen på Cerro Jaruma är 4 799 meter över havet.
Terrängen runt Cerro Jaruma är huvudsakligen kuperad, men åt sydost är den bergig. Trakten runt Cerro Jaruma är nära nog obefolkad, med mindre än två invånare per kvadratkilometer.. Det finns inga samhällen i närheten. 
Omgivningarna runt Cerro Jaruma är i huvudsak ett öppet busklandskap.